# ستيف كونج
ستيف كونج (بالإنجليزية: Steve Gong)‏ هو مصور بريطاني، ولد في 16 يونيو 1985.